# Anne Lacaton
Anne Lacaton, nascuda el 2 d'agost de 1955 a Sent Pardol de la Ribiera, a Dordonya, França, és una arquitecta francesa.

## Biografia
Anne Lacaton va estudiar arquitectura a l'Escola Nacional Superior d'Arquitectura de Bordeus, on es va graduar en 1980. Va exercir el càrrec de docent en diferents escoles europees, principalment a l'Escola Politècnica Federal de Lausana.
Entre 1982 i 1988 va treballar en l'Arc en rêve del centre de l'arquitectura a Bordeus a França. Des de 1987 dirigeix l'estudi d'arquitectura Lacaton & Vassal juntament amb Jean-Philippe Vassal, amb qui va guanyar l'any 2008 el Gran Premi Nacional d'Arquitectura.
L'any 2014 va rebre, al costat de Jean-Philippe Vassal, el Premi Schock d'Arts Visuals, decidit per la Reial Acadèmia Sueca de les Arts. També van rebre el Premi Pritzker de l'any 2021.

## Obres (Lacaton & Vassal)
- Maison de la culture du Japon en el Quai Branly de París de 1990
- Maison Latapie en Floriac, 1993
- Musee Archeologique la Saintes de 1995
- Lloc AUROC a Bordeus, 1996
- Cafè en Arkitekturzentrum a Viena, Àustria, 2001
- Escola d'arquitectura de Nantes de 2009
- Universitat Pierre Mendes-France, UFR Arts i Ciències Humanes en Grenoble, 1995 i 2001
- Pôle Universitaire de Ciències de Gestió a Bordeus de 2006.